# Webtrees
webtrees это предназначенное для совместного использования свободное открытое генеалогическое программное обеспечение в виде веб-приложения. Имеет активное коммьюнити, возможность расширения функционала модулями.
Для работы требуется веб-сервер с установленными PHP и MySQL.
Данные совместимы по стандарту 5.5.1-GEDCOM.
Позволяет обмениваться информацией, дополнять или совместно редактировать её. Администратор регулирует права, указывая кто имеет доступ и что он может видеть или делать. Конфиденциальность настраивается в любом сочетании на уровне сайта (кто может просматривать или регистрироваться на сайте), на уровне генеалогического древа, пользователя, индивидуальной записи (есть возможность показывать, например, только данные умерших людей), событий и фактов. Настраиваемый интерфейс и варианты отображения данных и медиа. Поддерживаются арабский, боснийский, болгарский, каталонский, китайский, хорватский, чешский, датский, голландский, английский (GB, US), эстонский, финский, французский, немецкий, греческий, иврит, венгерский, исландский, итальянский, литовский, корейский, норвежский (букмол и нюнорск), персидский, польский, португальский (BR, PT), русский, словацкий, словенский, испанский, шведский, татарский, турецкий, украинский и вьетнамский. Частичные переводы на идиш, галисийский, индонезийский, румынский, сербский и японский.
Работа со списками отдельных лиц, семей, источников, заметок, репозиториев и элементов медиа, их сортировка и фильтрация. Отображение списка названий мест и сопутствующих карт, связанных с событиями, которые были добавлены к отдельным лицам и семьям. Просмотр карты мест с помощью OpenStreetMap. Показ «ветвей» семей с общими фамилиями.
Настраиваемые экранные диаграммы в различных макетах: родословная, круг, компактная, потомство, семейная книга, песочные часы, интерактивная, продолжительность жизни, родословная (диаграмма или карта), отношения, статистика и временная шкала. Отчеты в текстовом формате и диаграммы для просмотра на экране или через загрузку PDF-файла: горизонтальный вид (анентафель), дата и место рождения, рождения, смерти и браки, кладбища, происхождение, расширенные родственники, семейная группа, отдельные лица, дата и место брака, родословная (книжная или альбомная) и родственники. Просмотр событий на сегодня, этот месяц любого года или любой год.

## История
Созданный в начале 2010 года webtrees был форком PhpGedView, так как большинство активных разработчиков PhpGedView прекратили использовать SourceForge
из-за проблем с экспортом зашифрованного ПО.
webtrees стал вторым форком PhpGedView. Первым в конце 2005 был Genmod.
26 июля 2010 года, за месяц до выпуска версии 1.0.0 webtrees, Dick Eastman, издатель Eastman’s Online Genealogy Newsletter, представил webtrees как «волну будущего».
В день выхода webtrees версии 1.0.0 в статье Tamura Jones было описание и сравнение webtrees с PhpGedView.